# جوش واتسون
جوش واتسون (بالإنجليزية: Josh Watson) هو سباح أسترالي، ولد في 31 يوليو 1977 في نيوكاسل في أستراليا.

## وصلات خارجية
- جون واتسون على موقع الاتحاد الدولي للسباحة (الإنجليزية)
- جون واتسون على موقع أوليمبيديا (الإنجليزية)
- جون واتسون على موقع اللجنة الأولمبية الأسترالية (الإنجليزية)
- جون واتسون على موقع اتحاد ألعاب الكومنولث (مؤرشف) (الإنجليزية)